# Tanatoturisme

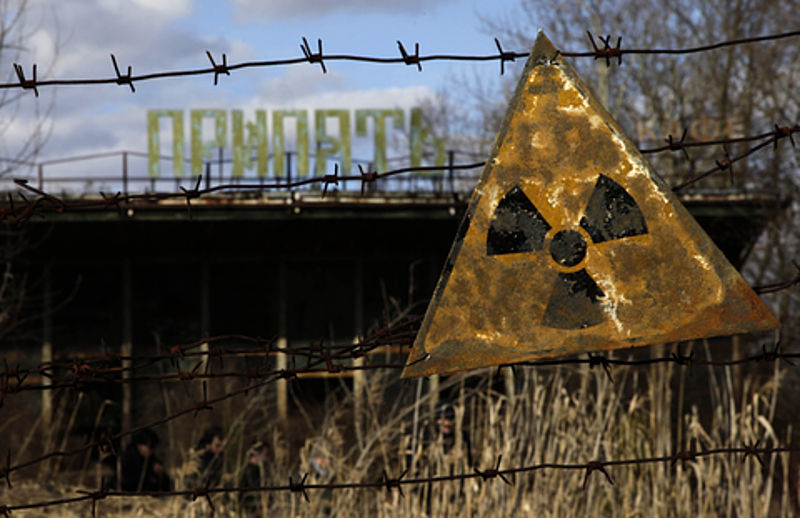
La ciutat de Prípiat a Ucraïna, és un exemple de turisme negre en l'actualitat.

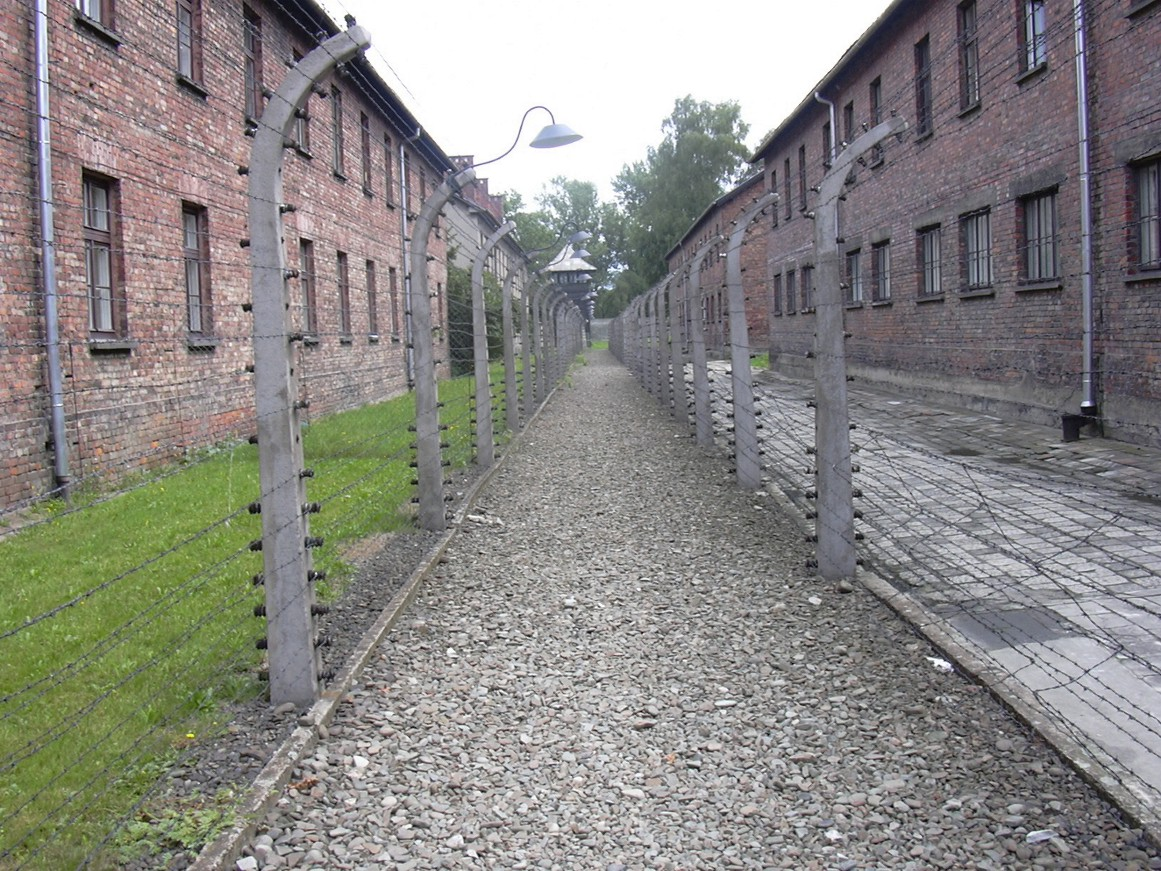
Els camps de concentració de Auschwitz, a Polònia.

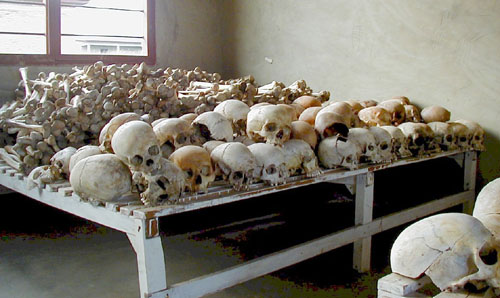
Calaveres, al Centre Memorial al Genocidi en Murambi, Rwanda.

El turisme negre, fosc o de dolor (anglicismes de black tourism, dark tourism o grief tourism ("turisme de dol") és una forma de turisme que involucra els viatges a llocs associats amb la mort i la tragèdia. Per referir-se a ell s'usa també la paraula anglesa Thanatourism, vocable que deriva del Grec antic Tánatos i és usat per personificar la mort. Està associat amb el turisme fosc, que involucra especialment a la mort violenta. Tot i així, la importància d'aquests llocs no es deu a les associacions relacionades amb la mort i el sofriment, sinó principalment al seu valor històric.
Inclou la visita a castells i camps de batalla com Culloden a Escòcia i els castells de Bran i Poenari a Romania; llocs de desastres, tant naturals com causats per l'home, com Hiroshima al Japó, Chernobyl a Ucraïna i el Ground Zero a Nova York; Auschwitz a Polònia; presons ara obertes al públic com la de Beaumaris, a Gal·les; i atraccions turístiques construïdes per a tal fi com el London Dungeon de Londres. A més s'inclouen altres llocs on es van produir atrocitats humanes i genocidis, com el Monument a la Massacre de Nanquín a la Xina i el Museu dels Crims Genocides de Tuol Sleng a Cambodja.

## Estudis
El turisme negre es va convertir en camp d'estudi l'any 1996, quan el terme va ser utilitzat pels professors John Lennon i Malcolm Foley de la Universitat Escocesa de Glasgow. Els estudiosos han analitzat tant els recents, com els antics llocs relacionats amb la mort que atreuen a visitants. Han intentat entendre la motivació de les persones per visitar aquests llocs.
El doctor Philip Stone, professor de la Universitat de Central Lancashire, és una altra de les persones que està actualment estudiant aquest tema. Ha escrit diverses publicacions i ha oferit diverses presentacions, intentant determinar els efectes morals i socials del turisme negre, i per què les persones decideixen visitar aquests llocs associats al dolor i la mort. Stone també ha afirmat que el turisme negre representa immoralment el que la moralitat vol comunicar.

## Altres punts de vista
El turisme negre ha estat vist com una forma d'explotació econòmica. Els empresaris poden utilitzar les reaccions emocionals dels visitants per generar guanys econòmics. El tràfic en àrees com la "zona zero" de Nova York permet reactivar l'activitat comercial relacionada al turisme fosc.